# Thomas Harrison (général)
Pour les articles homonymes, voir Thomas Harrison et Harrison.
Thomas Harrison, né en 1606 à Newcastle-under-Lyme et mort le 13 octobre 1660 à Londres, est un général et homme d'État anglais. Il est un des principaux chefs de la Cinquième Monarchie.

## Biographie
Fils d'un boucher, il devient Colonel dans l'armée du Long Parlement, Thomas Harrison siège au Parlement pendant la guerre civile anglaise et signe la mort de Charles Ier. Après la Restauration, il est condamné à mort comme régicide et exécuté hanged, drawn and quartered à Londres, sur la place de Charing Cross : il est le premier à subir cette peine, suivi tout au long du mois d'octobre par neuf autres condamnés comme régicides : John Jones, Adrian Scrope, John Carew, Thomas Scot, Gregory Clement, Hugh Peter, Francis Hacker, Daniel Axtell, et John Cooke. Leurs corps, découpés en morceaux, sont ensuite exposés dans les principales villes d'Angleterre.
Samuel Pepys, témoin de l'exécution de Harrison, en consigna la vision dans son journal.

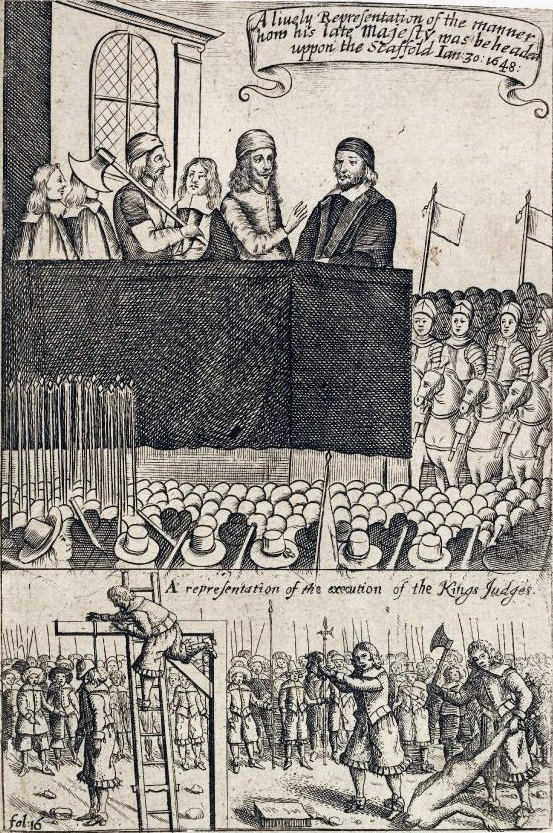
Représentation gravée d'époque de l'exécution de Charles Ier (haut) et de celle de ses juges (bas).